# Галерея Альберто Сорди
Галерея Альберто Сорди (итал. La galleria Alberto Sordi) — крытая галерея-пассаж в центре Рима, Италия. Была открыта 20 октября 1922 года. Фасад галереи выходит на Площадь Колонны со стороны виа дель Корсо. Ранее называлась галереей Колонны (итал. Galleria Colonna) от рядом находящейся древнеримской колонны Марка Аврелия. В 2003 году после реставрации галерея получила новое имя в честь популярного итальянского актёра Альберто Сорди, ушедшего из жизни 24 февраля того же года. Ныне в галерее размещается один из офисов Президиума Совета министров, а также торговый пассаж с пятнадцатью магазинами.

## История
В 1872 году было предложено расширить площадь Колонны, чтобы приспособить её к новым потребностям района после того, как заседания Палаты депутатов Италии стали проходить в близлежащем Палаццо Монтечиторио. В то время на этом месте стоял Палаццо Спада-аль-Корсо XVII века, дворец, который в 1819 году был приобретён герцогом Пьомбино и принадлежал семье Бонкомпаньи Людовизи. Снос здания, предложенный в 1882 году, долгое время встречал возражения со стороны владельцев, и соглашение было достигнуто только в 1888 году. Семья Бонкомпаньи восстановила свой дворец (Палаццо Маргарита, ранее Вилла Бонкомпаньи-Людовизи, в котором теперь располагается посольство США).
После сноса возникло множество проектов, а территория время от времени использовалась для временного строительства (небольшой сад с археологическими находками в 1904 году к визиту президента Франции Эмиля Лубе или временный павильон с театром и пивным садом для Национальной выставки 1911 года). Было представлено около 70 проектов строительства галереи, ни один из которых не был одобрен. В следующем конкурсе был выбран проект архитекторов Пенсо и Миноцци; однако проект был отложен из-за отсутствия финансирования. В 1911 году Капитолийский совет утвердил проект, который впоследствии претерпел изменения и дополнения. Новая галерея была открыта 20 октября 1922 года, но полностью завершена лишь в 1940 году под руководством архитектора Джорджо Кальца Бини.
Галерея Альберто Сорди была приобретена в 2009 году Фондом Донателло (отделение Давида) концерна Sorgente Group, а в 2018 году перешла в собственность Фонда Мегас, управляемого Прелиосом.

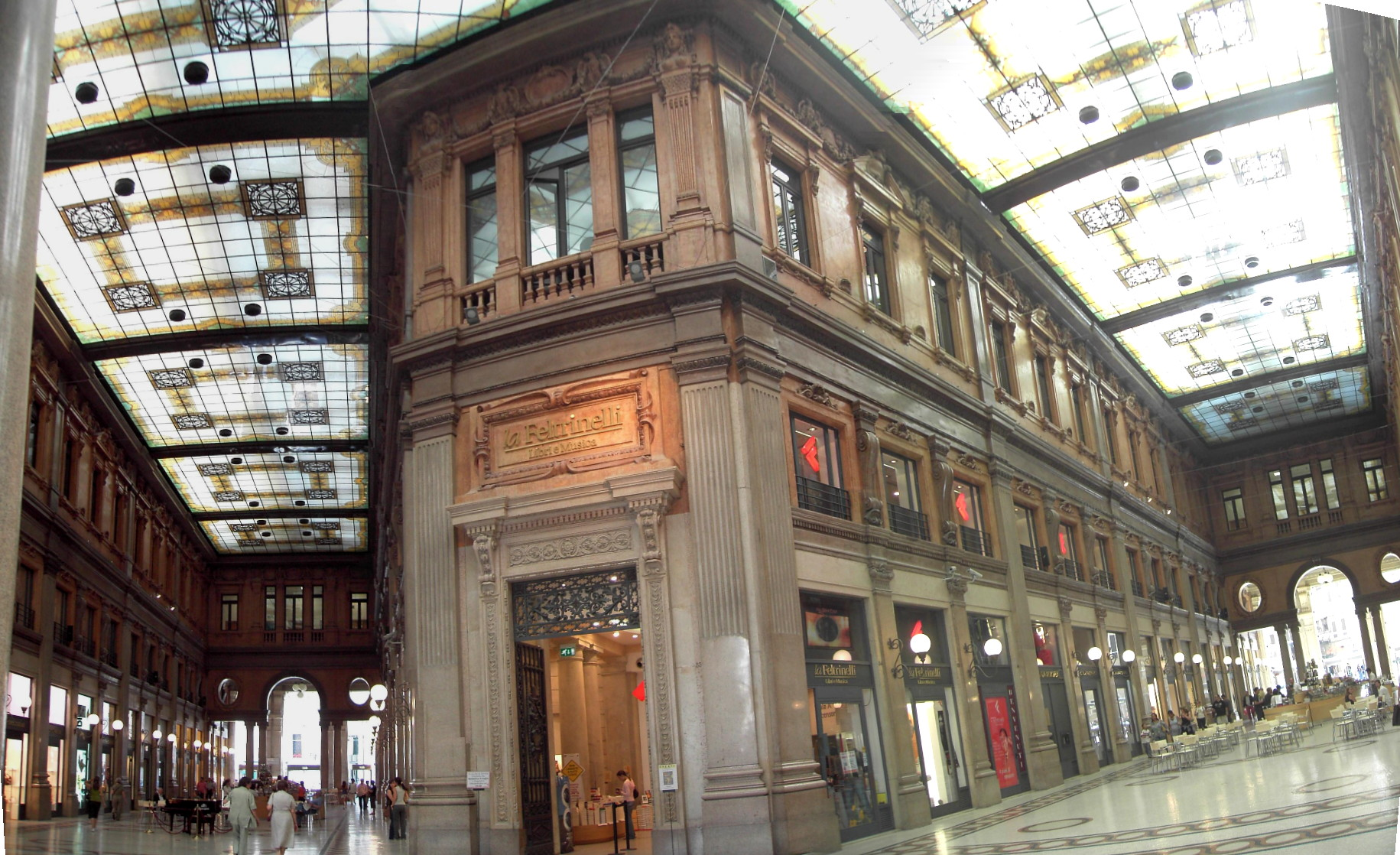
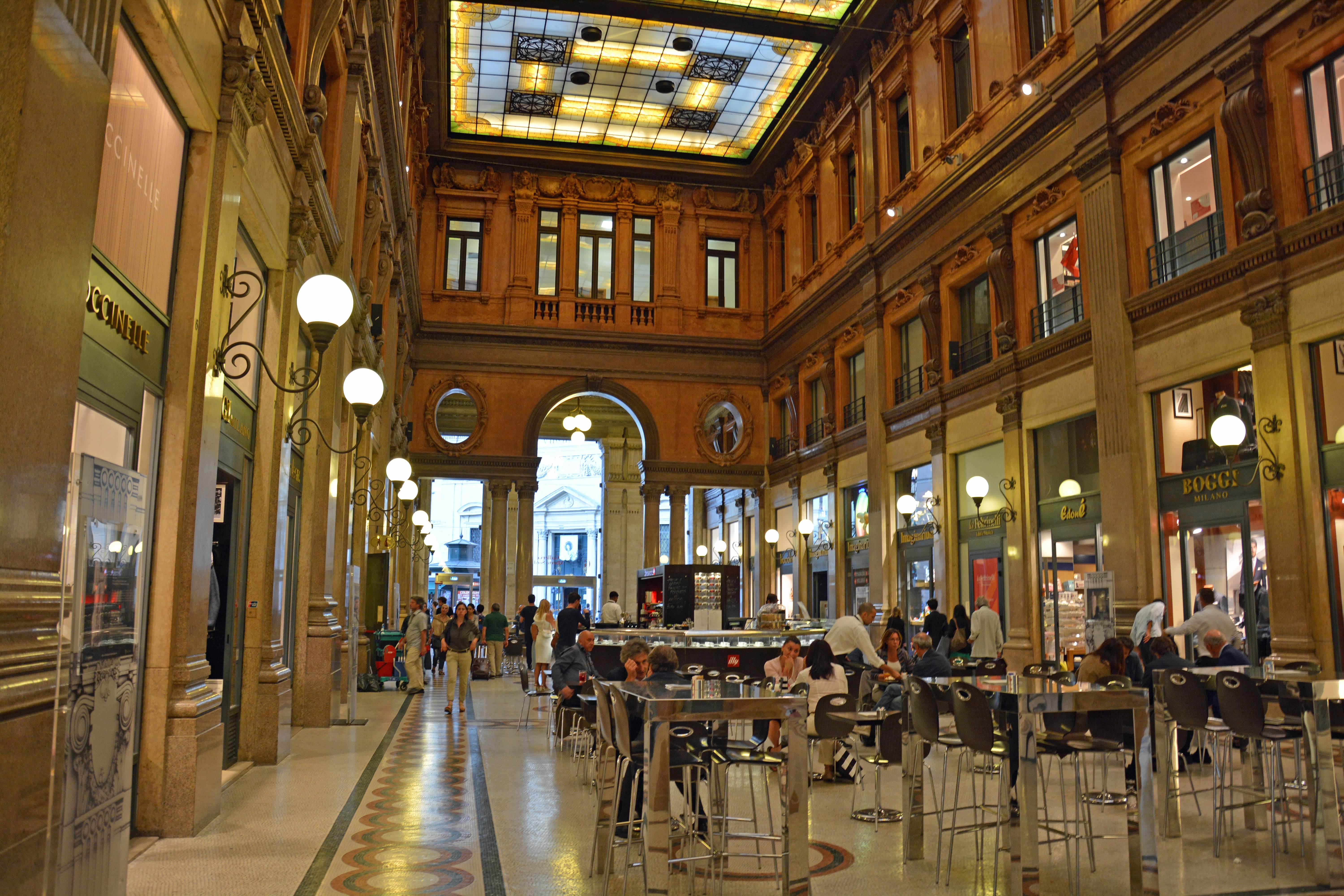
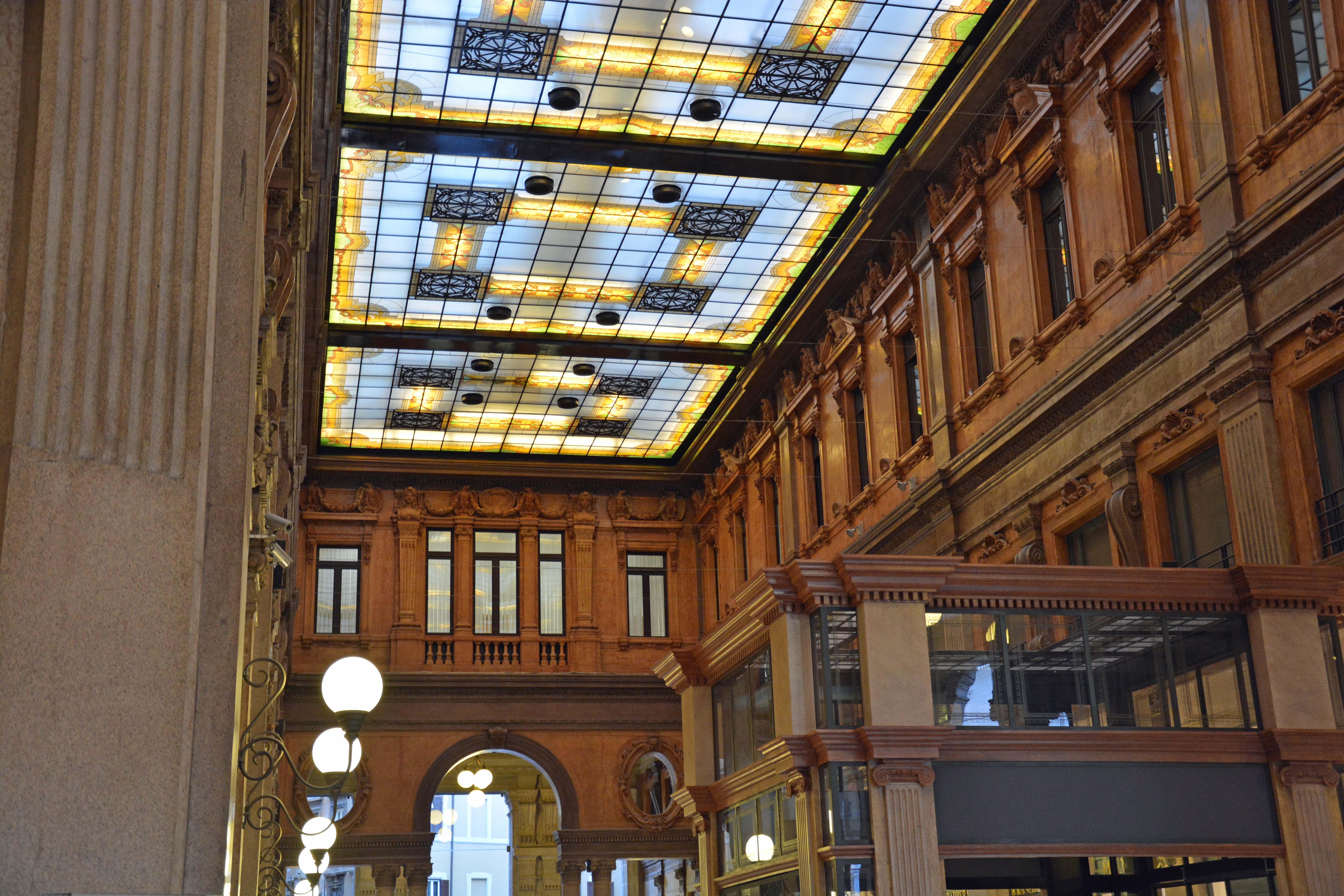
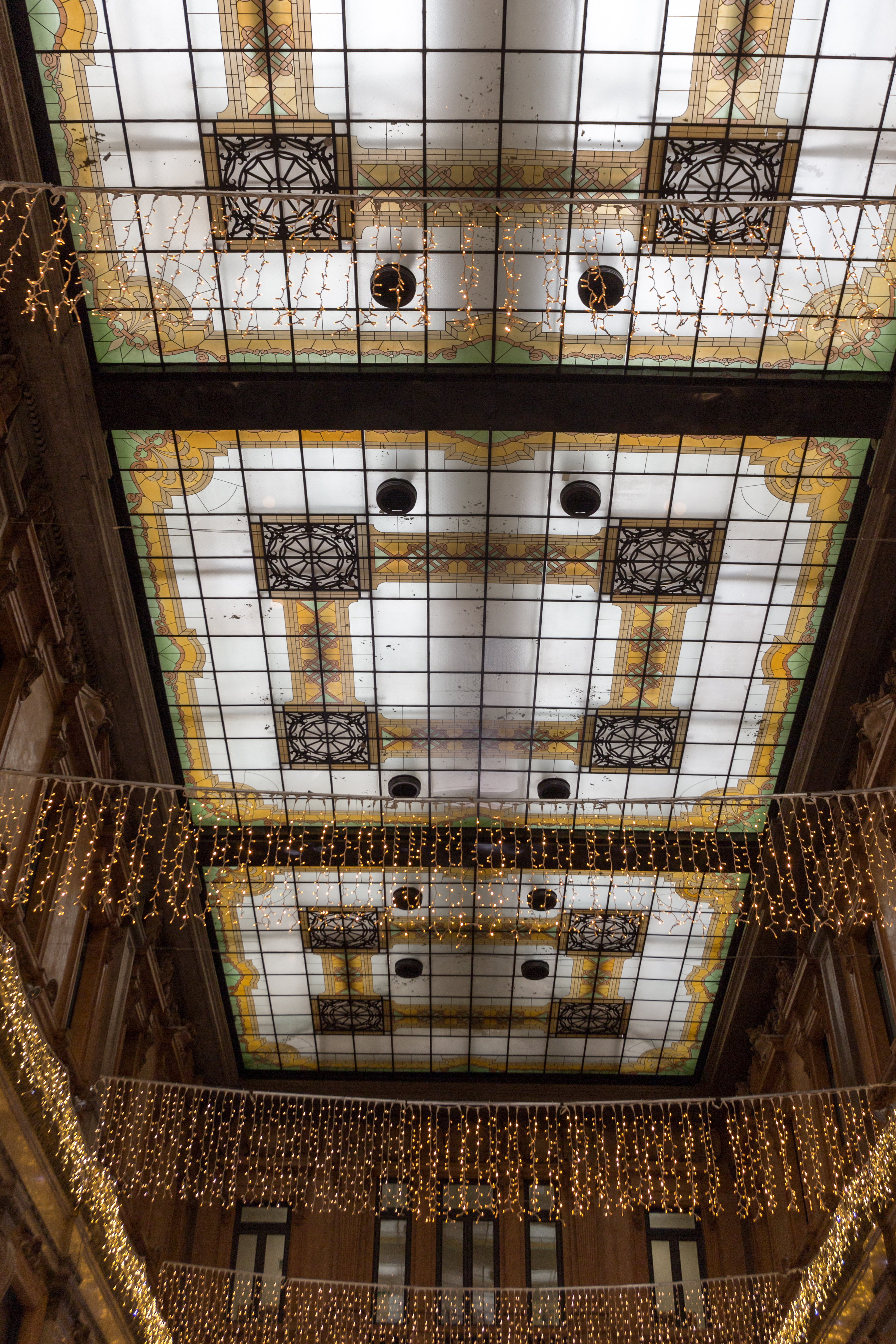
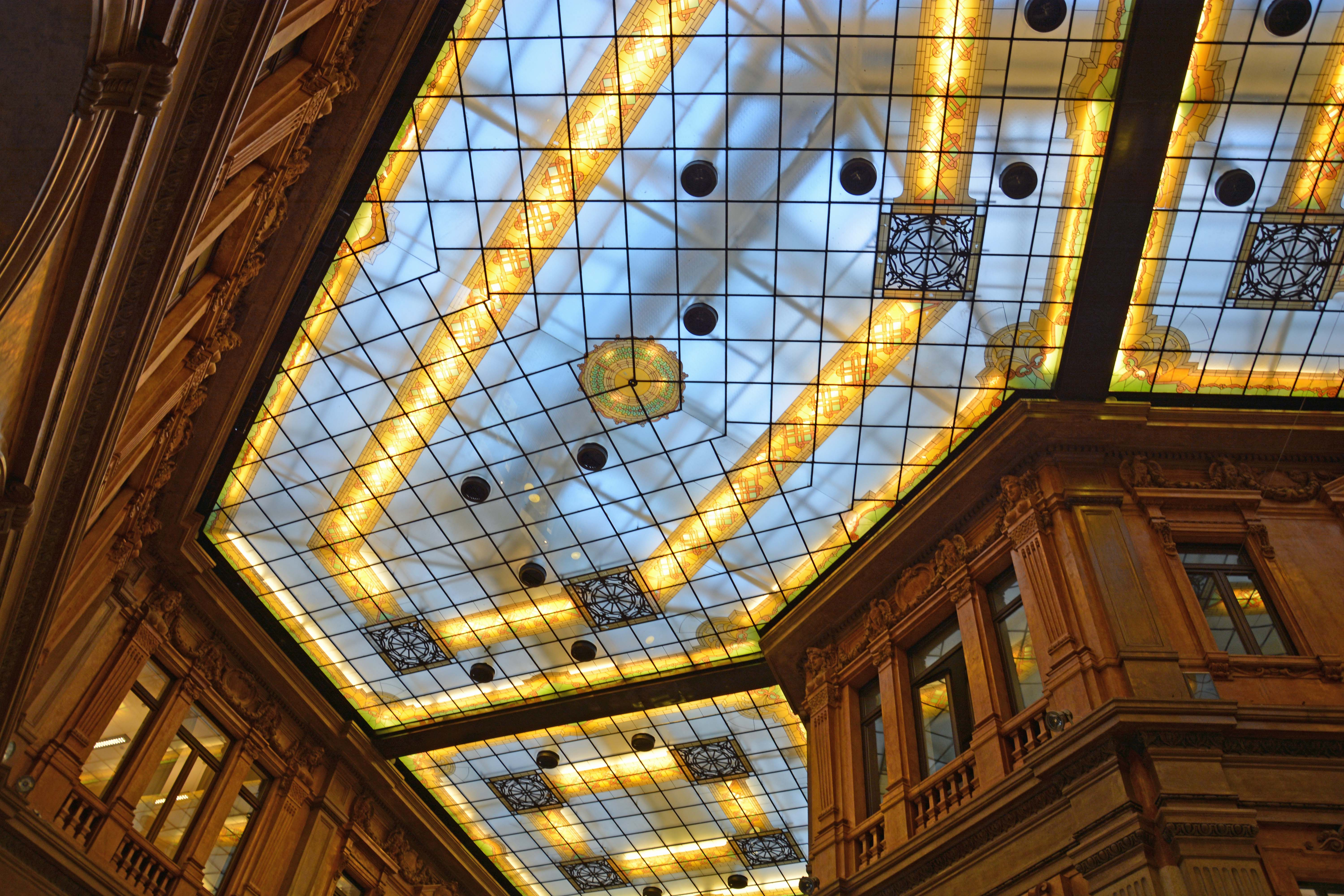